# Светски дан телевизије
Светски дан телевиѕије је дан који се прославља сваког 21. новембра широм света. Телевизија постоји већ 96 година, а упркос бројним трансформацијама које је прошла на свом развојном путу, остала је најутицајнији масовни медиј.

## О самом дану телевизије
Светски телевизијски форум, кога су чиниле најзначајније личности је на свом првом скупу разговарао о порасту значаја телевизије. Генерална скупштина Уједињених нација прогласила је 21. новембар као Светски дан телевизије, резолуцијом донешеном 1996. године, како би указала на улогу и утицај које телевизија има на грађане у информисању о социо-економским, здравственим и другим проблемима.

## Историјат телевизије
Реч телевизија потиче од грчке ријечи теле што значи далеко и латинске речи висио која означава гледање. У развоју телевизије учествовало је много научника. Почело је с Паулом Нипковим, који је измислио први механички модел телевизије путем којег су се слике преносиле кроз жице. Затим су Алан Кампбел-Свинтон и Борис Росинг користили катодну цев како би створили телевизијски систем. Ово је означило почетак механичке и електронске телевизије. Чарлс Џенкинс (проналазач из Дејтона из Охаја, измислио је механички телевизијски систем звани радиовизија и тврдио је да је 14. јуна 1923. године пренио најранију силуетску слику) заслужан је за први практични систем механичке телевизије, док су Владимир Зворyкин и Фило Фарнсворт најзаслужнији за електронски систем. Фило Фарнсворт је 1934. године у Филаделпфији први пут демонстрирао свој електронски систем. Две године касније, у Лондону су почела прва нередовна емитовања, а како би омогућили свима да прате пренос Олимпијских игара у Берлину и Хамбургу. Отворило се скоро 30 јавних простора за гледање телевизије, посебно за оне који нису имали властити телевизор.
Телевизија данас представља витални део наше свакодневице и модерног живота. Од свог почетка као механичког и електронског изума, телевизија је прошла кроз значајан развој и промене. Данас, она је доступна широком броју људи широм света и има велики утицај на начин на који комуницирамо, информишемо се и забављамо. Телевизија данас се непрестано развија и адаптира на нове технологије и потребе аудиторијума. Онa остаје један од најзначајнијих медијских канала који обликује наш свакодневни живот и омогућава нам да се повезујемо са светом око нас.

## Занимљивости
Око 84% грађана Европе редовно гледа телевизију сваке недеље, проводећи просечно 3 сата и 32 минута дневно пред екранима. Од тог времена, чак 90% садржаја који гледају је садржај који се емитује уживо.
Током пандемије изазване вирусом КОВИД-19, јавни медијски сервиси су одиграли кључну улогу у образовању, забави и информисању грађана. Њихови програми су пружили вредне информације о пандемији, мерама заштите, и актуелним догађајима, помажући људима да остану информисани и сигурни у време кризе. Осим тога, телевизија је такође била средство забаве које је многима помогло да се носе са стресом и изолацијом током пандемије. Прилика да гледају омиљене емисије, филмове и серије пружила је многима осећај нормалности и бекство од свакодневних изазова. Укупно, телевизија је остала важан део живота људи у Европи, како за информисање тако и за опуштање, а током пандемије је постала још важнија као извор поузданих информација и забаве.